# Барон Гиффард
Барон Гиффард (англ. Baron Giffard) — английский аристократический титул. Был создан 24 июня 1295 года для Джона Гиффарда, владевшего землями в Глостершире и Уилтшире с резиденцией в Бримпфилде. Сын Джона, носивший то же имя, в марте 1322 года был казнён за участие в мятеже. Детей он не оставил, и его титул после этого уже не использовался.
Носители титула
- Джон Гиффард, 1-й барон Гиффард (1295—1299);
- Джон Гиффард, 2-й барон Гиффард (1299—1322).